# Mikhail Shibun
Mikhail Shibun (tiếng Belarus: Міхаіл Шыбун; tiếng Nga: Михаил Шибун; sinh 1 tháng 1 năm 1996) là một cầu thủ bóng đá Belarus. Tính đến năm 2018, anh thi đấu cho Shakhtyor Soligorsk.